# Juan Peregrino Anselmo
Juan Peregrín Anselmo (Montevideo, Uruguay, 30 de abril de 1902, Montevideo, Uruguay, 27 de octubre de 1975) fue un futbolista uruguayo. Jugaba de delantero como falso 9 y su entera carrera fue en el Club Atlético Peñarol de la Primera División de Uruguay. Logró con su selección el primer puesto en la Copa del Mundo de 1930.

## Trayectoria
Nenín, como era apodado logró varios títulos a nivel local. Dueño de una creatividad envidiable, a pesar de ser muchas veces cuestionado por no realizar las jugadas que más beneficiarían al equipo, tratando de buscar el «gol perfecto» y de dribblear a todos sus oponentes.

## Selección nacional
Fue internacional con la Selección de fútbol de Uruguay en ocho oportunidades, de las cuales dos fueron por la Copa Mundial de 1930, donde anotó tres goles.
Formó parte del plantel que logró la medalla de oro en los Juegos Olímpicos de 1928, aunque no disputó ningún partido.
En la Copa Mundial de Fútbol de 1930 jugó los dos partidos previos a la final, anotando tres goles, pero por decisión propia quedó fuera del encuentro decisivo ante Argentina, dejando su lugar al "Manco" Castro. También integró el plantel campeón del Campeonato Sudamericano 1935, aunque no jugó ningún partido.
También disputó un encuentro con la selección de la Federación Uruguaya de Football (en 1922 se produjo el cisma del fútbol uruguayo, que trajo como consecuencia la coexistencia de dos selecciones uruguayas).

### Participaciones en Copas del Mundo
| Mundial           | Sede    | Resultado | Partidos | Goles | Asist. |
| ----------------- | ------- | --------- | -------- | ----- | ------ |
| Copa Mundial 1930 | Uruguay | Campeón   | 2        | 3     | 1      |

### Participaciones en Juegos Olímpicos
| Juegos Olímpicos      | Sede      | Resultado | Partidos | Goles |
| --------------------- | --------- | --------- | -------- | ----- |
| Juegos Olímpicos 1928 | Ámsterdam | Campeón   | 0        | 0     |

### Participaciones enCopa América
| Copa América      | Sede | Resultado | Partidos | Goles |
| ----------------- | ---- | --------- | -------- | ----- |
| Copa América 1927 | Perú | Subampeón | 1        | 0     |
| Copa América 1935 | Perú | Campeón   | 0        | 0     |

## Clubes

### Como jugador
| Club    | País    | Año       |
| ------- | ------- | --------- |
| Fénix   | Uruguay | 1918-1924 |
| Peñarol | Uruguay | 1925-1935 |

### Como entrenador
| Club    | País    | Año         |
| ------- | ------- | ----------- |
| Peñarol | Uruguay | 1962 - 1963 |

## Palmarés

### Como jugador

#### Campeonatos nacionales
| Título                        | Club    | País    | Año  |
| ----------------------------- | ------- | ------- | ---- |
| Torneo de la FUF              | Peñarol | Uruguay | 1924 |
| Torneo del Consejo Provisorio | Peñarol | Uruguay | 1926 |
| Campeonato Uruguayo           | Peñarol | Uruguay | 1928 |
| Campeonato Uruguayo           | Peñarol | Uruguay | 1929 |
| Campeonato Uruguayo           | Peñarol | Uruguay | 1932 |
| Campeonato Uruguayo           | Peñarol | Uruguay | 1935 |

#### Copas internacionales
| Título                 | Club                 | Sede    | Año  |
| ---------------------- | -------------------- | ------- | ---- |
| Juegos Olímpicos       | Selección de Uruguay | Uruguay | 1928 |
| Copa Aldao             | Peñarol              | Uruguay | 1928 |
| Copa Mundial de Fútbol | Selección de Uruguay | Uruguay | 1930 |
| Copa América           | Selección de Uruguay | Uruguay | 1935 |

(*) Incluyendo la selección

### Como entrenador

#### Campeonatos nacionales
| Título              | Club    | País    | Año  |
| ------------------- | ------- | ------- | ---- |
| Campeonato Uruguayo | Peñarol | Uruguay | 1962 |

### Distinciones individuales
| Distinción                                               | Goles |
| -------------------------------------------------------- | ----- |
| 10° Goleador histórico de la Primera División de Uruguay | 102   |